# Екологічні права та обов'язки громадян України
Екологічні права та обов'язки громадян України — система юридично закріплених за громадянами повноважень та зобов'язань в екологічній сфері.
Найповніше екологічні права та обов'язки закріплено в Конституції України та Законі України «Про охорону навколишнього природного середовища» (статті 9-12).
Згідно з Законом громадянин України має право на: безпечне для життя і здоров'я навколишнє природне середовище; об'єднання в громадські природоохоронні формування; одержання в установленому порядку повної та достовірної екологічної інформації тощо. У ст. 50 Конституції України записано: 
| «Кожен має право на безпечне для життя і здоров'я довкілля та на відшкодування завданої порушенням цього права шкоди. Кожному гарантується право вільного доступу до інформації про стан довкілля, про якість харчових продуктів і предметів побуту, а також право на її поширення». |
Аналогічні формулювання пояснюються тим, що дане право — одне з головних прав людини. Цьому Праву відповідає обов'язок держави забезпечувати здійснення санітарно-гігієнічних заходів, спрямованих на поліпшення та оздоровлення навколишнього природного середовища.
Поряд із правами Закон України «Про охорону навколишнього природного середовища» передбачає щодо громадян і деякі обов'язки. Так, громадяни зобов'язані: берегти, охороняти й раціонально використовувати природні багатства; не порушувати екологічних прав інших суб'єктів; компенсувати завдану ними шкоду тощо.
Екологічні закони України передбачають участь громадян у прийнятті рішень і місцеві органи влади повинні гарантувати безпечне довкілля громадянам. Часто ці обов'язки існують лише на папері, бо немає процедури, щодо впровадження цих норм у життя.

## Екологічні права
Кожен громадянин України має право на
а) безпечне для його життя та здоров'я навколишнє природне середовище;
б) участь в обговоренні та внесення пропозицій до нормативно-правових актів, матеріалів щодо розміщення, будівництва і реконструкції об'єктів, які можуть негативно впливати на стан навколишнього природного середовища, внесення пропозицій до органів державної влади та органів місцевого самоврядування, юридичних осіб, що беруть участь в прийнятті рішень з цих питань;
в) участь в розробці та здійсненні заходів щодо охорони навколишнього природного середовища, раціонального і комплексного використання природних ресурсів;
г) здійснення загального і спеціального використання природних ресурсів;
ґ) об'єднання в громадські природоохоронні формування;
д) вільний доступ до інформації про стан навколишнього природного середовища (екологічна інформація) та вільне отримання, використання, поширення та зберігання такої інформації, за винятком обмежень, встановлених законом;
е) участь у публічних слуханнях або відкритих засіданнях з питань впливу запланованої діяльності на навколишнє природне середовище на стадіях розміщення, проектування, будівництва і реконструкції об'єктів та у проведенні громадської екологічної оцінки впливу на довкілля;
є) одержання екологічної освіти;
ж) подання до суду позовів до державних органів, підприємств, установ, організацій і громадян про відшкодування шкоди, заподіяної їх
здоров'ю та майну внаслідок негативного впливу на навколишнє природне середовище;
з) оскарження у судовому порядку рішень, дій або бездіяльності органів державної влади, органів місцевого самоврядування, їх посадових осіб щодо порушення екологічних прав громадян у порядку, передбаченому законом.
Законодавством України можуть бути визначені й інші екологічні права громадян.

## Обов'язки громадян у галузі екології
1. Загальні обов'язки громадян передбачені Законом України «Про охорону навколишнього природного середовища»:
- Берегти природу, охороняти, раціонально використовувати її багатства;
- Здійснювати діяльність з додержанням вимог екологічної безпеки, екологічних нормативів та лімітів природовикористання;
- Не порушувати екологічні права і законні інтереси інших суб'єктів;
- Вносити плату за спеціальне природовикористання;
- Сплачувати штрафи за екологічні правопорушення;

2. Спеціальні обов'язки громадян передбачені системою екологічного законодавства та випливають із умов права власності на природні ресурси, природокористування і реалізації громадянами екологічно небезпечної діяльності:

а. Обов'язки майнові:
- Своєчасно вносити плату за забруднення навколишнього природного середовища та понадлімітне використання природних ресурсів;
- Ефективно використовувати природні ресурси, здійснювати комплекс заходів щодо їх відновлення;
- Проводити заходи щодо попередження негативного впливу діяльності на стан навколишнього середовища (забруднення, засмічення, виснаження);
- Запроваджувати новітні технології, устаткування та методи діяльності спроможної негативно впливати на стан навколишнього природного середовища і здоров'я людей.

б. Обов'язки немайнові:
- Одержувати дозволи на здійснення діяльності, спроможної негативно впливати на стан навколишнього природного середовища, здоров'я людей;
- Передавати екологічно небезпечні об'єкти на екологічну експертизу;
- Дотримуватись висновків державної екологічної експертизи;
- Надавати органам екологічного контролю відомості про характер екологічно небезпечної діяльності;

Громадяни України зобов'язані виконувати й інші обов'язки у галузі охорони навколишнього природного середовища відповідно до законодавства України.
Згідно з Законом України «Про охорону тваринного світу» громадяни зобов'язані: охороняти тваринний світ і середовище перебування диких тварин; сприяти відтворенню відновлюваних об'єктів тваринного світу; використовувати об'єкти тваринного світу відповідно до закону; відшкодовувати шкоду, заподіяну ними тваринному світу внаслідок порушення вимог законодавства про охорону, використання і відтворення тваринного світу.
Громадяни мають й інші права та обов'язки, передбачені законом.

## Гарантії реалізації та способи захисту екологічних прав громадян
Екологічні права громадян забезпечуються:

а) проведенням широкомасштабних державних заходів щодо підтримання, відновлення і поліпшення стану навколишнього природного середовища;

б) обов'язком міністерств, відомств, підприємств, установ, організацій здійснювати технічні та інші заходи для запобігання шкідливому впливу господарської та іншої діяльності на навколишнє природне середовище, виконувати екологічні вимоги при плануванні, розміщенні продуктивних сил, будівництві та експлуатації народногосподарських об'єктів;

в) участю громадських об'єднань та громадян у діяльності щодо охорони навколишнього природного середовища;

г) здійсненням державного та громадського контролю за додержанням законодавства про охорону навколишнього природного середовища;

ґ) компенсацією в установленому порядку шкоди, заподіяної здоров'ю і майну громадян внаслідок порушення законодавства про охорону навколишнього природного середовища;

д) невідворотністю відповідальності за порушення законодавства про охорону навколишнього природного середовища;

е) створенням та функціонуванням мережі загальнодержавної екологічної автоматизованої інформаційно-аналітичної системи
забезпечення доступу до екологічної інформації.
Діяльність, що перешкоджає здійсненню права громадян на безпечне навколишнє природне середовище та інших їх екологічних прав, підлягає припиненню в порядку, встановленому цим Законом та іншим законодавством України.
Україна гарантує своїм громадянам реалізацію екологічних прав, наданих їм законодавством.
Ради, спеціально уповноважені державні органи управління в галузі охорони навколишнього природного середовища і використання природних ресурсів зобов'язані подавати всебічну допомогу громадянам у здійсненні природоохоронної діяльності, враховувати їх пропозиції щодо поліпшення стану навколишнього природного середовища та раціонального використання природних ресурсів, залучати громадян до участі у вирішенні питань охорони навколишнього природного середовища та використання природних ресурсів.
Порушені права громадян у галузі охорони навколишнього природного середовища мають бути поновлені, а їх захист здійснюється в судовому порядку відповідно до законодавства України.
Усі екологічні права громадян захищаються і відновлюються в судовому порядку.